# Seal Bay
Seal Bay (en espagnol : Bahía Seal) est une petite baie accidentée située au nord-est de la Malouine orientale (îles Malouines). Cette zone a été identifiée par la BirdLife International comme zone importante pour la conservation des oiseaux.

## Description
La vallée derrière la plage est une zone humide peu profonde séparée de la baie par un banc de sable. La végétation côtière est constituée landes maritimes et de pelouses humides avec des tourbières. Sauf sur les stacks sur le rivage, il reste peu d'herbe de Tussack.

## Zone ornithologique
Les oiseaux pour lesquels le site est d'importance pour la conservation comprennent : le brassemer des Malouines, l'ouette à tête rousse, le manchot papou (1500 couples reproducteurs), le gorfou sauteur (1500 couples), le manchot de Magellan, le puffin fuligineux et la petite mélanodère à sourcils blancs.
On y trouve également le cormoran impérial et le cormoran de Magellan. 

## Galerie

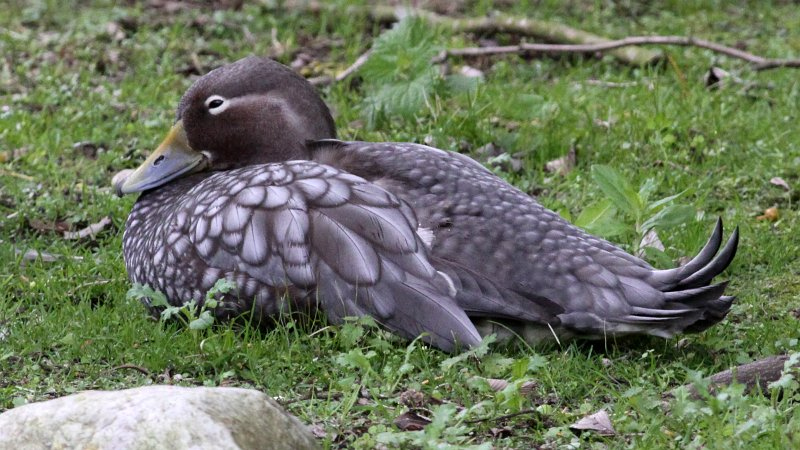
Brassemer des Malouines.
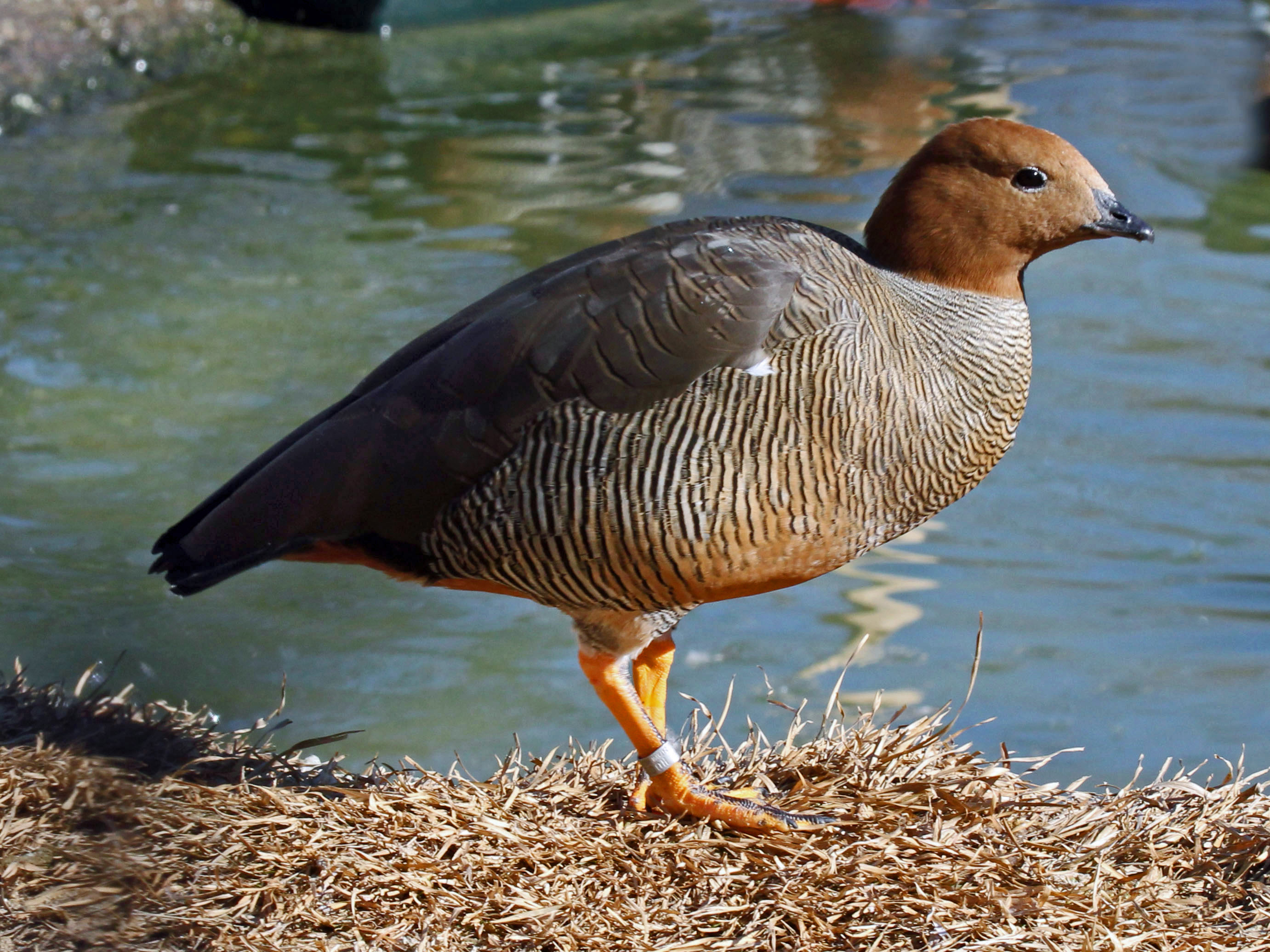
Ouette à tête rousse.
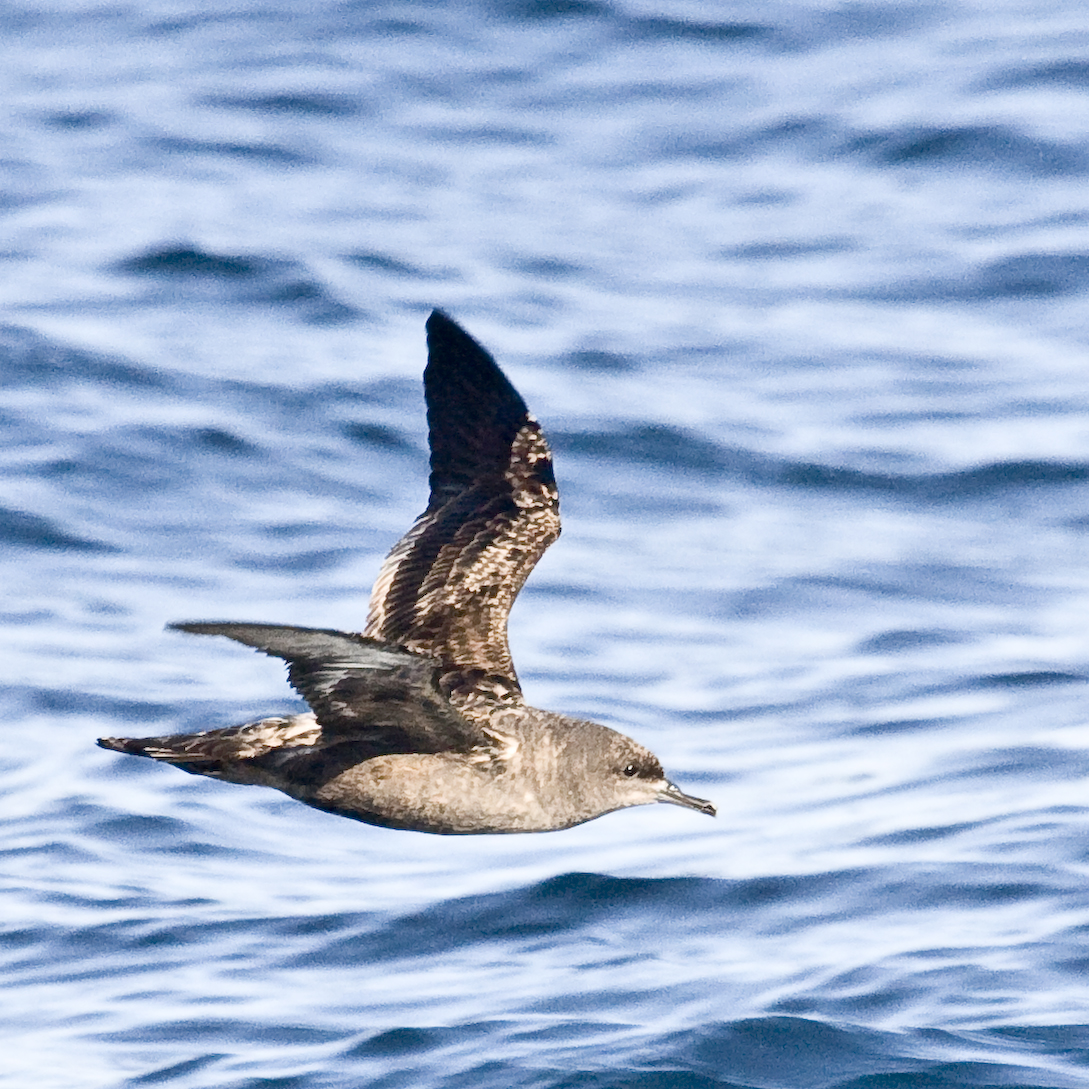
Puffin fuligineux.
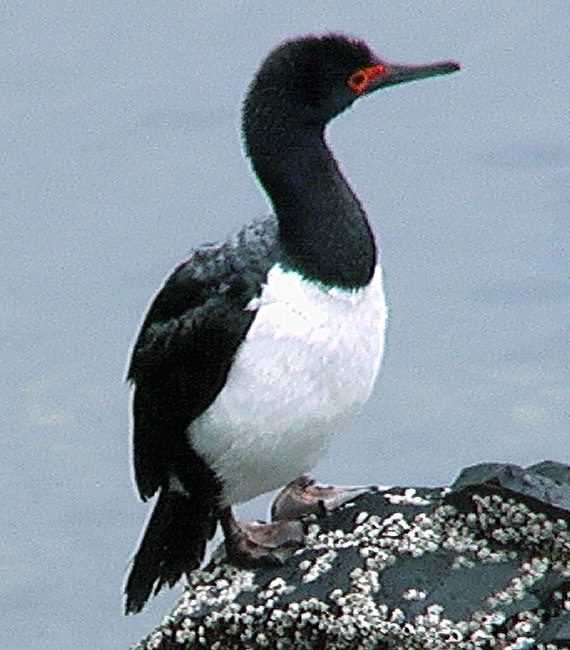
Cormoran de Magellan.